# Libertà di parola

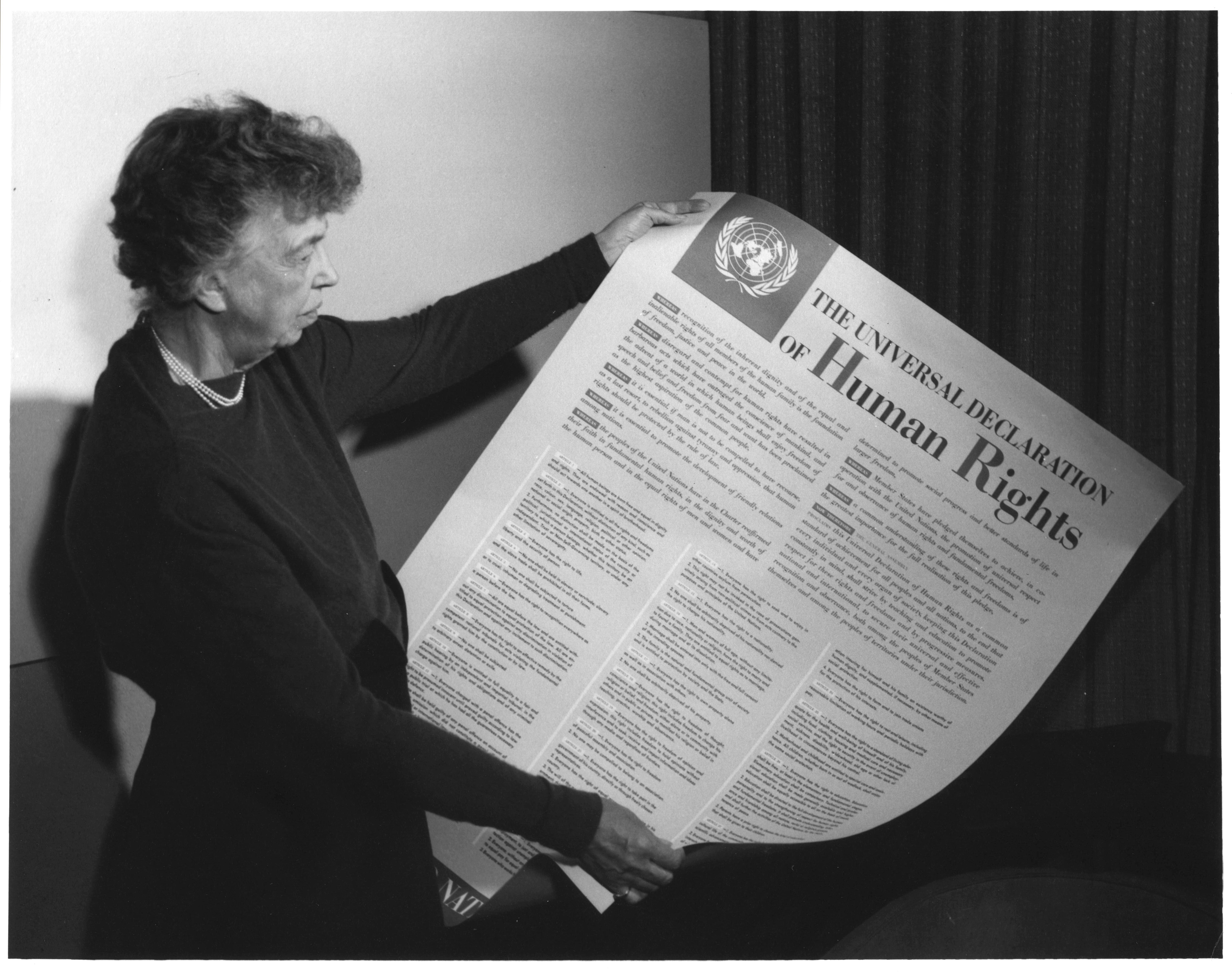
Eleanor Roosevelt e la Dichiarazione universale dei diritti dell'uomo (1948).

La libertà di parola è considerata, nel mondo moderno, un concetto basilare nelle democrazie liberali. Il diritto alla libertà di parola non è tuttavia da considerarsi illimitato: i governi possono decidere di limitare particolari forme di espressione, come per esempio l'incitamento all'odio razziale, nazionale o religioso, oppure l'appello alla violenza contro un individuo o una comunità, che anche nel diritto italiano costituiscono reato.
Secondo il diritto internazionale, le limitazioni alla libertà di parola devono rispettare tre condizioni: devono essere specificate dalla legge, devono perseguire uno scopo riconosciuto come legittimo ed essere necessarie (ovvero proporzionate) al raggiungimento di quello scopo.
Il diritto alla libertà di espressione è stato riconosciuto come diritto umano nella Dichiarazione universale dei diritti umani e nella Legge internazionale sui diritti umani delle Nazioni Unite (IHRL - International human rights law). Molti paesi hanno una legge costituzionale che protegge la libertà di parola. Termini come libertà di parola e libertà di espressione sono usati in modo intercambiabile nel discorso politico. Tuttavia, in senso giuridico, la libertà di espressione comprende qualsiasi attività di ricerca, ricezione e diffusione di informazioni o idee, indipendentemente dal mezzo utilizzato.
L'articolo 19 della Dichiarazione afferma che "tutti hanno il diritto di esprimere le proprie opinioni senza interferenze" e "tutti hanno il diritto alla libertà di espressione; questo diritto include la libertà di cercare, ricevere e diffondere informazioni e idee di ogni tipo, senza limiti di frontiera, sia oralmente, sia per iscritto, sia sotto forma d'arte, sia attraverso qualsiasi altro mezzo di sua scelta". La versione dell'articolo 19 dell'ICCPR successivamente modifica ciò affermando che l'esercizio di questi diritti comporta "doveri e responsabilità speciali" e può "quindi essere soggetto a determinate restrizioni" quando necessario "[per] o rispetto dei diritti o della reputazione di altri" o "[per] la tutela della sicurezza nazionale o dell'ordine pubblico (ordre public), o della sanità o della morale pubblica".
La libertà di parola e di espressione, pertanto, potrebbe non essere riconosciuta come assoluta e limitazioni o limiti comuni alla libertà di parola riguardano diffamazione, calunnia, oscenità, pornografia, incitamento all'odio, informazioni riservate, violazione del copyright, segreti commerciali, etichettatura degli alimenti, diritto alla privacy, dignità, diritto all'oblio, pubblica sicurezza, blasfemia e falsa testimonianza. Le giustificazioni per ciò includono il principio del danno, proposto da John Stuart Mill in On Liberty, che suggerisce che "l'unico scopo per cui il potere può essere legittimamente esercitato su qualsiasi membro di una comunità civilizzata, contro la sua volontà, è prevenire danni agli altri".
L'idea del "principio di offesa" viene utilizzata anche per giustificare le limitazioni del linguaggio, descrivendo la restrizione su forme di espressione ritenute offensive per la società, considerando fattori quali portata, durata, motivazioni di chi parla e facilità con cui potrebbero essere evitate. Con l'evoluzione dell'era digitale, l'applicazione della libertà di parola diventa più controversa poiché nuovi mezzi di comunicazione e sorgono restrizioni, ad esempio il Golden Shield Project, un'iniziativa del Ministero della Pubblica Sicurezza del governo cinese che filtra dati potenzialmente sfavorevoli da paesi stranieri.
L’Iniziativa per la misurazione dei diritti umani (Human Rights Measurement Initiative) misura il diritto all’opinione e all’espressione per i paesi di tutto il mondo, utilizzando un sondaggio condotto da esperti in diritti umani nazionali.

## Storia
L'origine del concetto e della pratica della libertà di parola risale all'antica Grecia, in particolare nelle polis con regime democratico, dove veniva chiamata col termine parresia (dovere morale di dire la verità) (gr. παρρησία), la facoltà che i cittadini (di condizione libera) avevano di esprimere liberamente la loro opinione durante le assemblee pubbliche che si svolgevano nell'agorà. Il termine compare per la prima volta nel tragediografo greco Euripide nel V secolo a.C. e ricorre in tutto il mondo letterario greco fin nei testi patristici del V secolo d.C. e, per l'ultima volta, nel Dottore della Chiesa Giovanni Crisostomo.
Gli antichi greci avevano stabilito che per dire la verità occorreva "dire tutto" ciò che si aveva in mente. La stessa etimologia di parresia (Παρρησὶα) è quello attribuito a pan (tutto) e rhema (ciò che viene detto). Nella parresia si supponeva che non ci fosse differenza tra ciò che uno pensava e ciò che diceva.
Il filosofo greco Platone distingue due forme di parresia: una parresia falsa da un lato, dall'altro una parresia veritiera, sapiente e costruttiva.
La libertà di parola fu rivendicata da Erasmo e Milton. Edward Coke rivendicò la libertà di parola come "un'antica consuetudine del Parlamento" negli anni Novanta del Cinquecento, e fu affermata nella Protestazione del 1621. Riprendendo quanto scritto nella Dichiarazione inglese dei diritti del 1689, il Bill of Rights inglese del 1689 stabilì legalmente il diritto costituzionale alla libertà di parola in Parlamento, tuttora in vigore. Questo cosiddetto privilegio parlamentare non include alcuna possibile accusa di diffamazione, il che significa che i parlamentari sono liberi di parlare alla Camera senza timore di azioni legali. Questa tutela si estende ai procedimenti scritti: ad esempio, interrogazioni scritte e orali, mozioni ed emendamenti presentati a progetti di legge e mozioni.

Uno dei primi atti sulla libertà di stampa al mondo fu introdotto in Svezia nel 1766 (Legge svedese sulla libertà di stampa), principalmente grazie al membro del parlamento liberale classico e sacerdote ostrobotniano Anders Chydenius. In un rapporto pubblicato nel 1776, scrive: 
Non dovrebbe essere necessaria alcuna prova del fatto che una certa libertà di scrittura e di stampa sia uno dei più forti baluardi di una libera organizzazione dello Stato, poiché senza di essa gli stati non avrebbero informazioni sufficienti per elaborare buone leggi e coloro che amministrano la giustizia non sarebbero monitorati, né i sudditi conoscerebbero i requisiti della legge, i limiti dei diritti del governo e le loro responsabilità. L’istruzione e la condotta etica verrebbero annientate; prevarrebbe la rozzezza dei pensieri, delle parole e dei costumi, e in pochi anni l’oscurità oscurerebbe tutto il cielo della nostra libertà.
Sotto la guida di Anders Chydenius, i Caps del Riksdag svedese a Gävle approvarono il 2 dicembre 1766 l'adozione di un regolamento sulla libertà di stampa che fermava la censura e introduceva il principio dell'accesso pubblico ai documenti ufficiali in Svezia, esclusa la diffamazione del re e della Chiesa svedese. La Dichiarazione dei diritti dell'uomo e del cittadino, adottata durante la Rivoluzione francese nel 1789, affermava espressamente la libertà di parola come diritto inalienabile. Adottata nel 1791, la libertà di parola è una caratteristica del Primo Emendamento della Costituzione degli Stati Uniti. La Dichiarazione francese prevede la libertà di espressione all’articolo 11, il quale afferma che:
La libera manifestazione dei pensieri e delle opinioni è uno dei diritti più preziosi dell'uomo; ogni cittadino può dunque parlare, scrivere, stampare liberamente, salvo a rispondere dell'abuso di questa libertà nei casi determinati dalla Legge. 
L’articolo 19 della Dichiarazione Universale dei Diritti dell’Uomo, adottata nel 1948, afferma che:
Ogni persona ha diritto alla libertà di espressione. Tale diritto include la libertà di opinione e la libertà di ricevere o di comunicare informazioni o idee senza che vi possa essere ingerenza da parte delle autorità pubbliche e senza limiti di frontiera. 
Oggi, la libertà di parola, o libertà di espressione, è riconosciuta nel diritto internazionale e regionale sui diritti umani. Il diritto è sancito dall'articolo 19 della Convenzione internazionale sui diritti civili e politici, dall'articolo 10 della Convenzione europea per la salvaguardia dei diritti dell'uomo e delle libertà fondamentali, dall'articolo 13 della Convenzione americana dei diritti dell'uomo e dall'articolo 9 della Carta africana dei diritti dell'uomo e dei popoli. Sulla base delle argomentazioni di John Milton, la libertà di parola è intesa come un diritto dalle molteplici sfaccettature che comprende non solo il diritto di esprimere, o diffondere, informazioni e idee ma tre ulteriori aspetti distinti:
1. il diritto di cercare informazioni e idee;
2. il diritto di ricevere informazioni e idee;
3. il diritto di diffondere informazioni e idee

Gli standard internazionali, regionali e nazionali riconoscono inoltre che la libertà di parola, come la libertà di espressione, include qualsiasi mezzo, sia orale, scritto, stampato, diffuso attraverso Internet o forme d’arte. Ciò significa che la tutela della libertà di parola come diritto comprende il contenuto e i mezzi di espressione.

### Rapporto con altri diritti
Il diritto alla libertà di parola e di espressione è strettamente correlato ad altri diritti. Può essere limitato quando è in conflitto con altri diritti. Il diritto alla libertà di espressione è legato anche al diritto a un processo equo e a un procedimento giudiziario che può limitare l'accesso alla ricerca di informazioni o determinare l'opportunità e i mezzi con cui la libertà di espressione si manifesta nell'ambito dei procedimenti giudiziari. Come principio generale, la libertà di espressione non può limitare il diritto alla privacy, così come l'onore e la reputazione degli altri. Tuttavia, viene data maggiore libertà quando si tratta di criticare personaggi pubblici.
Il diritto alla libertà di espressione è particolarmente importante per i media, che svolgono un ruolo speciale in quanto portatori del diritto generale alla libertà di espressione per tutti. Tuttavia, la libertà di stampa non garantisce necessariamente la libertà di parola. Judith Lichtenberg ha delineato le condizioni in cui la libertà di stampa può limitare la libertà di parola. Ad esempio, se tutte le persone che controllano i vari mezzi di pubblicazione sopprimono l’informazione o soffocano la diversità di voci inerente alla libertà di parola. Questa limitazione è stata notoriamente riassunta con la frase "La libertà di stampa è garantita solo a chi ne possiede una". Lichtenberg sostiene che la libertà di stampa è semplicemente una forma di diritto di proprietà riassunta dal principio “niente soldi, niente voce”.

### Come diritto negativo
La libertà di parola è solitamente vista come un diritto negativo. Ciò significa che il governo è legalmente obbligato a non intraprendere alcuna azione contro l'oratore sulla base delle sue opinioni, ma che nessuno è obbligato ad aiutare gli oratori a pubblicare le proprie opinioni, e nessuno è tenuto ad ascoltare, essere d'accordo con, o riconoscere l'oratore o le sue opinioni.

## Democrazia in relazione all'interazione sociale

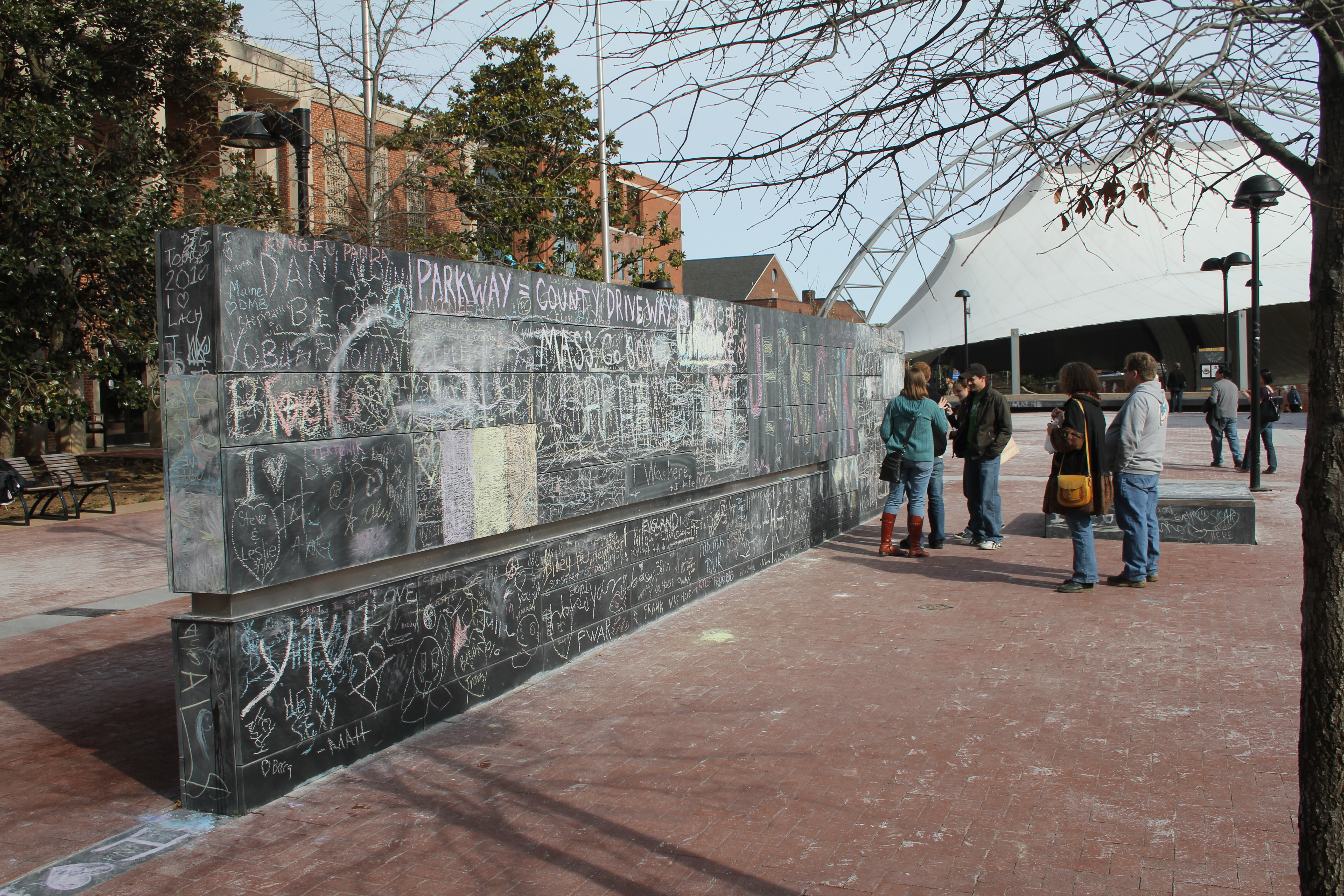
Muro permanente della libertà di parola a Charlottesville, Virginia, Stati Uniti.

La libertà di parola è considerata fondamentale in una democrazia. Le norme sulla limitazione della libertà di espressione fanno sì che il dibattito pubblico non possa essere completamente soppresso anche in tempi di emergenza. Uno dei più importanti sostenitori del legame tra libertà di parola e democrazia è Alexander Meiklejohn. Ha sostenuto che il concetto di democrazia è quello di autogoverno da parte del popolo. Perché un sistema del genere funzioni, è necessario un elettorato informato. Per essere adeguatamente informati, non devono esserci vincoli al libero flusso di informazioni e idee. Secondo Meiklejohn, la democrazia non sarà fedele al suo ideale essenziale se chi detiene il potere riesce a manipolare l’elettorato nascondendo informazioni e soffocando le critiche. Meiklejohn riconosce che il desiderio di manipolare l’opinione può derivare dal motivo di cercare di avvantaggiare la società. Tuttavia, sostiene, la scelta della manipolazione nega, nei suoi mezzi, l’ideale democratico.
Eric Barendt ha definito questa difesa della libertà di parola sulla base della democrazia "probabilmente la teoria della libertà di parola più attraente e certamente più alla moda nelle moderne democrazie occidentali". Thomas I. Emerson ha ampliato questa difesa quando ha sostenuto che la libertà di parola aiuta a fornire un equilibrio tra stabilità e cambiamento. La libertà di parola agisce come una “valvola di sicurezza” per sfogarsi quando le persone potrebbero altrimenti essere inclini alla rivoluzione. Egli sostiene che "Il principio della discussione aperta è un metodo per realizzare una comunità più adattabile e allo stesso tempo più stabile, per mantenere l'equilibrio precario tra una sana scissione e il consenso necessario". Emerson sostiene inoltre che "l'opposizione svolge una funzione sociale vitale nel compensare o migliorare (il) normale processo di decadimento burocratico".
La ricerca condotta dal progetto Worldwide Governance Indicators della Banca Mondiale indica che la libertà di parola e il processo di responsabilità che ne consegue hanno un impatto significativo sulla qualità della governance di un paese. "Voce e responsabilità" all'interno di un paese, definita come "la misura in cui i cittadini di un paese sono in grado di partecipare alla scelta del proprio governo, così come la libertà di espressione, la libertà di associazione e la libertà dei media" è una delle sei dimensioni del governance che i Worldwide Governance Indicators misurano per più di 200 paesi. In questo contesto è importante che le agenzie di sviluppo creino le basi per un sostegno efficace alla libertà di stampa nei paesi in via di sviluppo.
Richard Moon ha sviluppato la tesi secondo cui il valore della libertà di parola e di espressione risiede nelle interazioni sociali. Moon scrive che "comunicando un individuo forma relazioni e associazioni con gli altri: famiglia, amici, colleghi di lavoro, congregazione ecclesiale e connazionali. Entrando in discussione con gli altri un individuo partecipa allo sviluppo della conoscenza e alla direzione della comunità".

## Limitazioni

Leggi sulla negazione dell'Olocausto 2025

La libertà di parola non è considerata assoluta da alcuni critici e paesi, poiché la maggior parte dei sistemi giuridici generalmente pone limiti ad essa specialmente quando è in conflitto con altri diritti e tutele, come nei casi di diffamazione, calunnia, pornografia, oscenità, "parole di combattimento" (fighting words, ossia parole che tendono a provocare atti di violenza da parte della persona a cui sono rivolte) e proprietà intellettuale.
Alcune limitazioni alla libertà di parola possono verificarsi attraverso sanzioni legali, mentre altre attraverso la disapprovazione sociale. In Arabia Saudita, ai giornalisti è vietato scrivere senza rispetto o disapprovazione nei confronti della famiglia reale, della religione o del governo. Inoltre, in quel paese ai giornalisti non viene data alcuna protezione legale per i loro scritti. Il giornalista Jamal Khashoggi era un critico del governo. È stato ucciso nel 2018 da funzionari dell'Arabia Saudita per i suoi scritti.

### Contenuti considerati dannosi e offensivi
Alcune opinioni sono illegali perché percepite da alcuni come dannose per gli altri. Questa categoria spesso include discorsi falsi e potenzialmente pericolosi, come gridare falsamente "Al fuoco!" in un teatro e provocando il panico. Le giustificazioni per le limitazioni alla libertà di parola fanno spesso riferimento al "principio del danno" o al "principio dell'offesa".
In On Liberty (1859), John Stuart Mill sostenne che "... dovrebbe esistere la più piena libertà di professare e discutere, per una questione di convinzione etica, qualsiasi dottrina, per quanto immorale possa essere considerata". Mill sostiene che è necessaria la massima libertà di espressione per spingere le argomentazioni ai loro limiti logici, piuttosto che ai limiti dell'imbarazzo sociale.
Nel 1985 Joel Feinberg introdusse il cosiddetto “principio di reato”. Feinberg ha scritto: "È sempre una buona ragione a sostegno di una proposta di divieto penale che sarebbe probabilmente un modo efficace per prevenire reati gravi (in contrapposizione a lesioni o danni) a persone diverse dall'attore, e che è probabilmente un mezzo necessario a tal fine”. Feinberg sostiene quindi che il principio del danno pone l’asticella troppo in alto e che alcune forme di espressione possono essere legittimamente vietate dalla legge perché molto offensive. Tuttavia, poiché offendere qualcuno è meno grave che fargli del male, le sanzioni imposte dovrebbero essere più elevate in caso di danno causato. Al contrario, Mill non sostiene le sanzioni legali a meno che non siano basate sul principio del danno. Poiché il grado in cui le persone possono offendersi varia, o può essere il risultato di pregiudizi ingiustificati, Feinberg suggerisce che diversi fattori debbano essere presi in considerazione quando si applica il principio di offesa, tra cui: l'estensione, la durata e il valore sociale del discorso, la facilità con cui può essere evitato, le motivazioni di chi parla, il numero di persone offese, l'intensità del reato e l'interesse generale della comunità nel suo insieme.
Jasper Doomen ha sostenuto che il danno dovrebbe essere definito dal punto di vista del singolo cittadino, non limitando il danno al danno fisico poiché potrebbe essere coinvolto anche un danno non fisico; La distinzione di Feinberg tra danno e offesa è criticata come in gran parte banale.
Nel 1999, Bernard Harcourt scrisse del crollo del principio del danno: "Oggi il dibattito è caratterizzato da una cacofonia di argomenti concorrenti sul danno senza alcun modo per risolverli. Non c’è più un argomento all’interno della struttura del dibattito per risolvere le accuse di danno concorrenti. Il principio del danno originale non è mai stato attrezzato per determinare l’importanza relativa dei danni”.
Le interpretazioni sia del danno che delle limitazioni dell’offesa alla libertà di parola sono culturalmente e politicamente relative. Ad esempio, in Russia, i principi del danno e dell’offesa sono stati utilizzati per giustificare la legge russa sulla propaganda gay che limita la parola (e l’azione) sulle questioni LGBT. Molti paesi europei vietano i discorsi che potrebbero essere interpretati come negazione dell'Olocausto. Questi includono Austria, Belgio, Canada, Repubblica Ceca, Francia, Germania, Ungheria, Israele, Liechtenstein, Lituania, Lussemburgo, Paesi Bassi, Polonia, Portogallo, Russia, Slovacchia, Svizzera e Romania. Anche il negazionismo del genocidio armeno è illegale in alcuni paesi.
In alcuni paesi la blasfemia è un reato. Ad esempio, in Austria, diffamare Maometto, il profeta dell’Islam, non è protetto come libertà di parola. Al contrario, in Francia, la blasfemia e la denigrazione di Maometto sono protette dalla legge.
Alcune istituzioni pubbliche possono anche attuare politiche che limitano la libertà di parola, ad esempio, codici di parola (speech code, ossia qualsiasi regola o regolamento che limita, restringe o vieta la parola) nelle scuole statali.

Negli Stati Uniti, il punto di riferimento in materia di discorso politico è Brandenburg v. Ohio (1969), che prevale espressamente su Whitney v. California. Nel caso Brandenburg la Corte Suprema degli Stati Uniti ha fatto riferimento al diritto anche di parlare apertamente di azione violenta e di rivoluzione in termini ampi:
Le [nostre] decisioni hanno modellato il principio secondo cui le garanzie costituzionali della libertà di parola e di stampa non consentono a uno Stato di vietare o proscrivere il sostegno all’uso della forza o alla violazione della legge, tranne quando tale sostegno è diretto a incitare o produrre un’imminente azione illegale e potrebbe incitare o provocare tale azione. 
Questo caso giudiziario ha scartato il precedente criterio del "pericolo chiaro e presente" e ha reso quasi assoluto il diritto alla tutela della libertà di parola (politica) negli Stati Uniti. L'incitamento all'odio è protetto anche dal Primo Emendamento negli Stati Uniti, come deciso nel caso RAV v. City of St. Paul (1992), in cui la Corte Suprema ha stabilito che l'incitamento all'odio è ammissibile, tranne che nei casi caso di violenza imminente.

### Tempo, luogo e modo
Limitazioni basate su tempo, luogo e modo si applicano a tutti i discorsi, indipendentemente dal punto di vista espresso. Si tratta generalmente di restrizioni intese a bilanciare altri diritti o un legittimo interesse del governo. Ad esempio, una restrizione di orario, luogo e modalità potrebbe vietare una rumorosa manifestazione politica a casa di un politico nel cuore della notte, poiché ciò lede il diritto dei vicini del politico al tranquillo godimento della propria casa. Un'attività altrimenti identica potrebbe essere consentita se fosse avvenuta in un momento diverso (ad esempio durante il giorno), in un luogo diverso (ad esempio in un edificio governativo o in un altro foro pubblico) o in un modo diverso (ad esempio una protesta silenziosa, in cui i partecipanti rimangono in silenzio per dimostrare disapprovazione). Le proteste funebri sono una questione complessa negli Stati Uniti. È un diritto degli americani poter organizzare una protesta pacifica contro varie politiche che ritengono irragionevoli. La questione è se sia appropriato o meno, in termini di tempo, luogo e modo, protestare contro le procedure funebri. A causa di alcuni episodi legati a questo fenomeno, la legislazione è stata messa in atto per limitarlo. Ora, le proteste funebri sono regolate e vietate dalla legge da stato a stato negli Stati Uniti.

### Internet e la società dell'informazione

La "bandiera della libertà di parola" è stata creata dall'artista John Marcotte nel 2007 come "un simbolo per mostrare sostegno alle libertà personali".

Jo Glanville, redattore dell'Index on Censorship, afferma che "Internet è stata una rivoluzione tanto per la censura quanto per la libertà di parola". Gli standard internazionali, nazionali e regionali riconoscono che la libertà di parola, in quanto forma di libertà di espressione, si applica a qualsiasi mezzo, compreso Internet. Il Communications Decency Act (CDA) del 1996 è stato il primo grande tentativo del Congresso degli Stati Uniti di regolamentare il materiale pornografico su Internet. Nel 1997, nel caso storico del cyberlaw Reno v. ACLU, la Corte Suprema degli Stati Uniti ha parzialmente annullato la legge. Il giudice Stewart R. Dalzell, uno dei tre giudici federali che nel giugno 1996 dichiararono incostituzionali alcune parti del CDA, a suo avviso ha affermato quanto segue: 
Internet è un mezzo molto più efficace per migliorare la parola rispetto alla stampa, al village green o alla posta. Dato che ciò influenzerebbe necessariamente Internet stesso, il CDA ridurrebbe necessariamente la possibilità di parlare per gli adulti sul mezzo. Si tratta di un risultato costituzionalmente intollerabile. Parte del dialogo su Internet mette sicuramente alla prova i limiti del discorso convenzionale. Il discorso su Internet può essere non filtrato, non lucidato e non convenzionale, persino carico di emozioni, sessualmente esplicito e volgare – in una parola, "indecente" in molte comunità. Ma dovremmo aspettarci che tali discorsi avvengano in un mezzo in cui i cittadini di ogni ceto sociale abbiano voce in capitolo. Dovremmo anche proteggere l'autonomia che un tale mezzo conferisce alla gente comune così come ai magnati dei media.[...] La mia analisi non priva il governo di tutti i mezzi per proteggere i bambini dai pericoli della comunicazione Internet. Il governo può continuare a proteggere i bambini dalla pornografia su Internet attraverso una vigorosa applicazione delle leggi esistenti che criminalizzano l'oscenità e la pornografia infantile. [...] Come abbiamo appreso in udienza, c'è anche un impellente bisogno di educazione pubblica sui benefici e sui pericoli di questo nuovo mezzo, e anche il governo può ricoprire questo ruolo. A mio avviso, la nostra azione di oggi dovrebbe solo significare che la supervisione consentita da parte del governo sui contenuti Internet si fermi alla linea tradizionale di discorso non protetto. [...] L'assenza di una regolamentazione governativa dei contenuti di Internet ha senza dubbio prodotto una sorta di caos, ma come ha affermato con tanta risonanza uno degli esperti del querelante durante l'udienza: "Ciò che ha ottenuto il successo è stato proprio il caos che è Internet. La forza di Internet è il caos." Proprio come la forza di Internet è il caos, così la forza della nostra libertà dipende dal caos e dalla cacofonia del discorso libero che il Primo Emendamento protegge. 
La Dichiarazione dei principi del Vertice mondiale sulla società dell'informazione (WSIS - World Summit on the Information Society), adottata nel 2003, fa specifico riferimento all'importanza del diritto alla libertà di espressione per la "Società dell'informazione" affermando:
Riaffermiamo, come fondamento essenziale della società dell'informazione, e come delineato nell'articolo 19 della Dichiarazione universale dei diritti dell'uomo, che ogni individuo ha diritto alla libertà di opinione e di espressione; che questo diritto include la libertà di avere opinioni senza interferenze e di cercare, ricevere e diffondere informazioni e idee attraverso qualsiasi mezzo e senza riguardo a frontiere. La comunicazione è un processo sociale fondamentale, un bisogno umano fondamentale e il fondamento di ogni organizzazione sociale. È fondamentale per la società dell'informazione. Tutti, ovunque, dovrebbero avere l'opportunità di partecipare e nessuno dovrebbe essere escluso dai benefici offerti dalla società dell'informazione. 
Secondo Bernt Hugenholtz e Lucie Guibault, il dominio pubblico è sotto pressione a causa della "mercificazione dell'informazione" poiché informazioni con un valore economico precedentemente scarso o nullo hanno acquisito un valore economico indipendente nell'era dell'informazione. Ciò include dati fattuali, dati personali, informazioni genetiche e idee pure. La mercificazione dell’informazione sta avvenendo attraverso il diritto della proprietà intellettuale, il diritto contrattuale, così come il diritto della radiodiffusione e delle telecomunicazioni.

### Libertà di informazione
La libertà di informazione è un'estensione della libertà di parola laddove il mezzo di espressione è Internet. La libertà di informazione può anche riferirsi al diritto alla privacy nel contesto di Internet e della tecnologia dell'informazione. Come il diritto alla libertà di espressione, il diritto alla privacy è un diritto umano riconosciuto e la libertà di informazione funge da estensione di questo diritto. La libertà d'informazione può riguardare anche la censura in un contesto informatico, vale a dire la possibilità di accedere ai contenuti Web, senza censura o restrizioni.
La libertà di informazione è anche esplicitamente protetta da atti come il Freedom of Information and Protection of Privacy Act dell'Ontario, in Canada. L'Access to Information Act conferisce ai cittadini canadesi, ai residenti permanenti e a qualsiasi persona o società presente in Canada il diritto di accedere ai registri delle istituzioni governative soggette alla legge.

### Censura di Internet
Il concetto di libertà di informazione è emerso in risposta alla censura, al monitoraggio e alla sorveglianza di Internet sponsorizzati dallo stato. La censura di Internet comprende il controllo o la soppressione della pubblicazione o dell'accesso alle informazioni su Internet. Il Global Internet Freedom Consortium afferma di rimuovere i blocchi al "libero flusso di informazioni" per quelle che chiamano "società chiuse". Secondo la “lista dei nemici di Internet” di Reporter senza frontiere (RWB) i seguenti stati praticano una censura pervasiva di Internet: Cina continentale, Cuba, Iran, Myanmar/Birmania, Corea del Nord, Arabia Saudita, Siria, Turkmenistan, Uzbekistan e Vietnam.
Un esempio ampiamente pubblicizzato di censura di Internet è il "Great Firewall cinese" (in riferimento sia al suo ruolo di firewall di rete che all'antica Grande muraglia cinese). Il sistema blocca i contenuti impedendo l'instradamento degli indirizzi IP ed è costituito da firewall standard e server proxy sui gateway Internet. Il sistema si impegna anche selettivamente nell'avvelenamento del DNS quando vengono richiesti siti particolari. Il governo non sembra esaminare sistematicamente i contenuti Internet perché ciò sembra essere tecnicamente impraticabile. La censura di Internet nella Repubblica popolare cinese è condotta in base a un'ampia varietà di leggi e regolamenti amministrativi, inclusi più di sessanta regolamenti diretti a Internet. I sistemi di censura sono implementati vigorosamente dalle filiali provinciali degli ISP, dalle società commerciali e dalle organizzazioni di proprietà statale.
Il governo dell'Arabia Saudita ha intensificato il controllo sugli account dei social media, arrestando diversi attivisti, critici e persino normali utenti dei social media per pochi tweet critici. Un professore di diritto, Awad Al-Qarni è diventato vittima della censura saudita su Internet e rischiava la condanna a morte. I media controllati dai sauditi lo hanno descritto come un predicatore pericoloso a causa dei suoi post su Twitter e WhatsApp, ma i dissidenti lo consideravano un intellettuale importante che manteneva una forte influenza sui social media.

## Rapporto con la disinformazione
Alcuni studiosi di diritto (come Tim Wu della Columbia University) hanno sostenuto che "la principale minaccia alla libertà di parola è la censura degli 'stati repressivi'" e che "i discorsi disinformativi o malevoli" possono e devono essere superati da "un discorso migliore" piuttosto che dalla censura, presupponendo la scarsità di informazioni. Questa scarsità ha prevalso nel corso del XX secolo, ma con l'arrivo di Internet l'informazione è diventata abbondante, "ma l'attenzione degli ascoltatori" scarsa. Inoltre, nelle parole di Wu, questo "discorso a buon mercato reso possibile da Internet... può essere usato per attaccare, molestare e mettere a tacere tanto quanto è usato per illuminare o dibattere". La Electronic Frontier Foundation (EFF) ha sostenuto che "la censura non può essere l'unica risposta alla disinformazione online" e che le aziende tecnologiche "hanno una storia di correzioni eccessive e di censura di discorsi accurati e utili o, peggio ancora, rinforzano la disinformazione con le loro politiche."

Secondo Wu, nel 21º secolo, il pericolo non sono gli “stati repressivi” che prendono di mira direttamente “gli oratori”, ma il fatto che:
... prende di mira gli ascoltatori o indebolisce indirettamente gli interlocutori. Più precisamente, le tecniche emergenti di controllo del parlato dipendono da (1) una serie di nuove punizioni, come lo scatenamento di “eserciti di troll” per abusare della stampa e di altri critici, e (2) tattiche di “flooding” (a volte chiamate “censura inversa”) che distorcere o soffocare discorsi sfavorevoli attraverso la creazione e la diffusione di notizie false, il pagamento di falsi commentatori e l’impiego di robot di propaganda. Come scrive il giornalista Peter Pomerantsev, queste tecniche utilizzano "l'informazione... in termini di armi, come strumento per confondere, ricattare, demoralizzare, sovvertire e paralizzare". 

## Storia del dissenso e della verità

### Europa
Prima dell'invenzione della stampa, un'opera scritta, una volta creata, poteva essere fisicamente moltiplicata solo mediante una copiatura manuale altamente laboriosa e soggetta a errori. Non esisteva alcun sistema elaborato di censura e controllo sugli scribi, che fino al XIV secolo erano limitati alle istituzioni religiose, e le loro opere raramente causavano controversie più ampie. In risposta alla stampa e alle eresie teologiche che essa permetteva di diffondersi, la Chiesa cattolica romana si mosse per imporre la censura. La stampa consentiva più copie esatte di un'opera, portando a una circolazione più rapida e diffusa di idee e informazioni. Le origini della legge sul copyright nella maggior parte dei paesi europei risiedono negli sforzi della Chiesa cattolica romana e dei governi per regolamentare e controllare la produzione delle stampanti. 

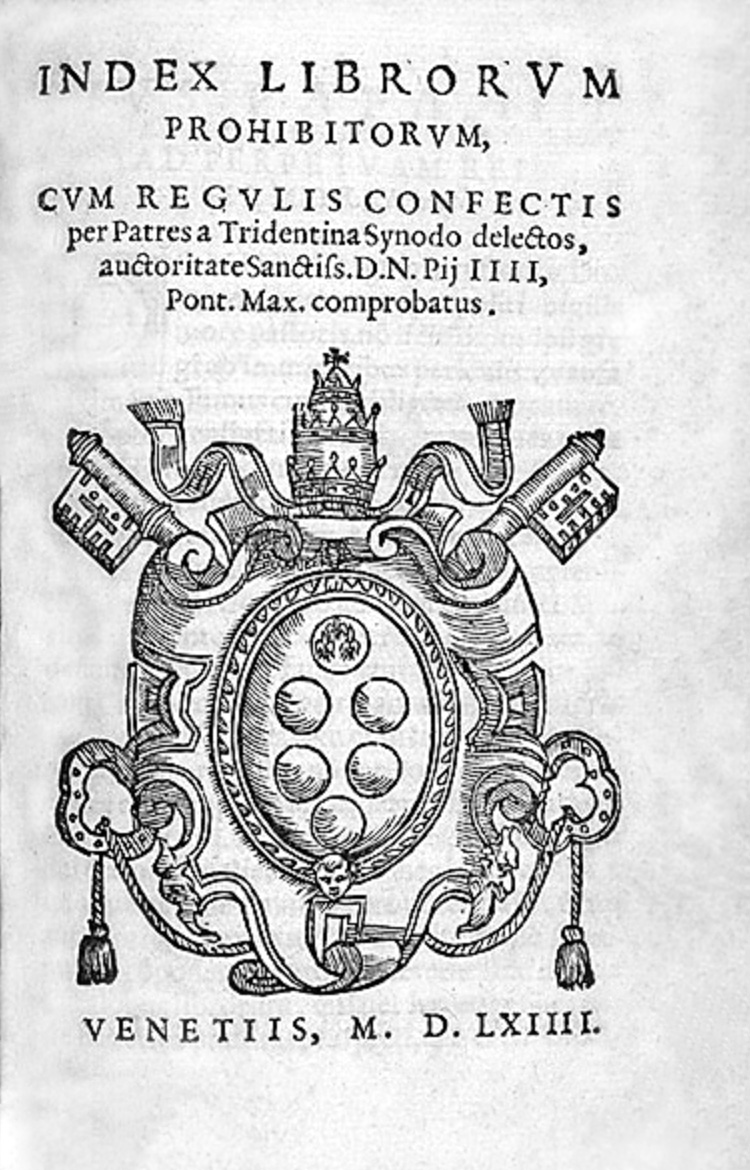
Frontespizio dell'Index Librorum Prohibitorum, o Elenco dei libri proibiti (Venezia, 1564).

Nel 1501 Papa Alessandro VI emanò un disegno di legge contro la stampa di libri senza licenza. Nel 1559 papa Paolo IV promulgò l'Index Expurgatorius, ovvero Elenco dei libri proibiti. L'Index Expurgatorius è l'esempio più famoso e duraturo di cataloghi di "libri cattivi" pubblicati dalla Chiesa cattolica romana, che presumeva di avere autorità sui pensieri e sulle opinioni private e sopprimeva le opinioni che andavano contro le sue dottrine. L'Index Expurgatorius era amministrato dall'Inquisizione romana, ma applicato dalle autorità governative locali, e ha avuto 300 edizioni. Tra gli altri, bandì o censurò libri scritti da René Descartes, Giordano Bruno, Galileo Galilei, David Hume, John Locke, Daniel Defoe, Jean-Jacques Rousseau e Voltaire. Mentre i governi e la chiesa incoraggiavano la stampa in molti modi perché consentiva la diffusione della Bibbia e delle informazioni governative, anche le opere di dissenso e critica potevano circolare rapidamente. Di conseguenza, i governi stabilirono controlli sugli stampatori in tutta Europa, richiedendo loro di avere licenze ufficiali per commerciare e produrre libri.

L'idea che l'espressione di dissenso o opinioni sovversive dovrebbe essere tollerata, non censurata o punita dalla legge, si è sviluppata insieme all'ascesa della stampa e della stampa. Areopagitica, pubblicata nel 1644, fu la risposta di John Milton alla reintroduzione da parte del Parlamento inglese della licenza governativa per gli stampatori, e quindi per gli editori. Le autorità ecclesiastiche avevano precedentemente assicurato che al saggio di Milton sul diritto al divorzio fosse stata rifiutata la licenza di pubblicazione. In Areopagitica, pubblicato senza licenza, Milton fece un appassionato appello per la libertà di espressione e la tolleranza della menzogna, affermando:
Prima di ogni altra libertà, datemi la libertà di conoscere, di esprimermi e discutere liberamente secondo coscienza. 
La difesa della libertà di espressione da parte di Milton era fondata su una visione del mondo protestante. Pensava che il popolo inglese avesse la missione di elaborare la verità della Riforma, che avrebbe portato all'illuminazione di tutte le persone. Tuttavia, Milton ha anche articolato i principali filoni delle future discussioni sulla libertà di espressione. Definendo la portata della libertà di espressione e di parola "dannosa", Milton si è espresso contro il principio di pre-censura e a favore della tolleranza per un'ampia gamma di punti di vista. La libertà di stampa cessò di essere regolamentata in Inghilterra nel 1695, quando il "Licensing Order" del 1643 fu lasciato scadere dopo l'introduzione del Bill of Rights del 1689, subito dopo la Gloriosa Rivoluzione. L'emergere di pubblicazioni come Tatler (1709) e Spectator (1711) è considerato il merito della creazione di una "sfera pubblica borghese" in Inghilterra che consentiva il libero scambio di idee e informazioni.
Altri governi tentarono di centralizzare il controllo come “minaccia” della diffusione della stampa. La corona francese represse la stampa e lo stampatore Etienne Dolet fu bruciato sul rogo nel 1546. Nel 1557 la corona britannica pensò di arginare il flusso di libri sediziosi ed eretici fondando la Stationers' Company. Il diritto di stampare era limitato ai membri di quella corporazione. Trent'anni dopo, la Star Chamber fu istituita per limitare le "grandi enormità e abusi". Il diritto di stampa era limitato a due università e alle 21 tipografie esistenti nella città di Londra, che aveva 53 macchine da stampa. Quando la corona britannica prese il controllo della fonderia di caratteri nel 1637, gli stampatori fuggirono nei Paesi Bassi. Il confronto con l'autorità rese gli stampatori radicali e ribelli, con 800 autori, tipografi e commercianti di libri incarcerati nella Bastiglia di Parigi prima che fosse presa d'assalto nel 1789.
Una serie di pensatori inglesi furono in prima linea nelle prime discussioni sul diritto alla libertà di espressione, tra cui John Milton (1608–74) e John Locke (1632–1704). Locke stabilì l'individuo come unità di valore e portatore di diritti alla vita, alla libertà, alla proprietà e al perseguimento della felicità. Tuttavia, le idee di Locke si sono sviluppate principalmente attorno al concetto del diritto di cercare la salvezza per la propria anima. Si occupava quindi principalmente di questioni teologiche. Locke non sosteneva né la tolleranza universale dei popoli né la libertà di parola; secondo le sue idee, alcuni gruppi, come gli atei, non dovrebbero essere ammessi. 

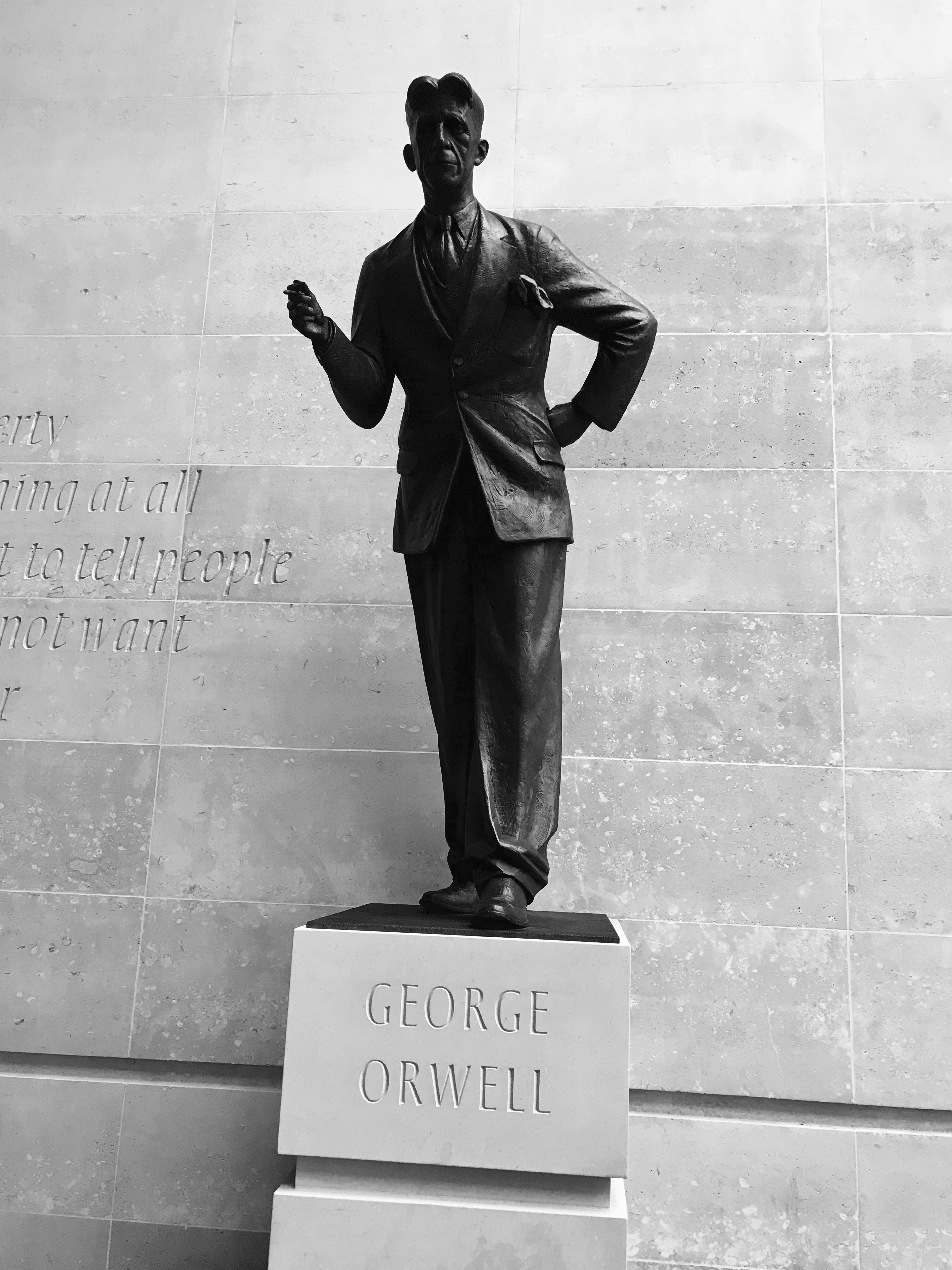
Statua di George Orwell presso la sede della BBC. A difesa della libertà di parola in una società aperta, sul muro dietro la statua sono incise le sue parole "Se la libertà ha un qualche significato, significa aver diritto di dire ciò che la gente non vuole sentire".

Entro la seconda metà del XVII secolo filosofi del continente europeo come Baruch Spinoza e Pierre Bayle svilupparono idee che comprendevano un aspetto più universale della libertà di parola e della tolleranza rispetto ai primi filosofi inglesi. Nel XVIII secolo l'idea della libertà di parola veniva discussa da pensatori di tutto il mondo occidentale, in particolare da filosofi francesi come Denis Diderot, Barone d'Holbach e Claude Adrien Helvétius. L'idea cominciò ad essere incorporata nella teoria politica sia in teoria che in pratica; il primo editto statale della storia che proclamava la completa libertà di parola fu quello emanato il 4 dicembre 1770 in Danimarca-Norvegia durante la reggenza di Johann Friedrich Struensee. Tuttavia lo stesso Struensee impose alcune piccole limitazioni a questo editto il 7 ottobre 1771, e fu ulteriormente limitato dopo la caduta di Struensee con la legislazione introdotta nel 1773, sebbene la censura non fu reintrodotta.
John Stuart Mill (1806–1873) sosteneva che senza la libertà umana non poteva esserci progresso nella scienza, nel diritto o nella politica, il che, secondo Mill, richiedeva una libera discussione delle opinioni. On Liberty di Mill, pubblicato nel 1859, divenne un classico in difesa del diritto alla libertà di espressione. Mill sosteneva che la verità scaccia la falsità, quindi la libera espressione delle idee, vere o false, non dovrebbe essere temuta. La verità non è stabile o fissa ma si evolve con il tempo. Mill sosteneva che gran parte di ciò che una volta consideravamo vero si è rivelato falso. Pertanto, le opinioni non dovrebbero essere vietate per la loro apparente falsità. Mill ha anche sostenuto che la libera discussione è necessaria per prevenire il "profondo sonno di un'opinione decisa". La discussione guiderebbe la marcia verso la verità e, considerando le false opinioni, la base delle opinioni vere potrebbe essere riaffermata. Inoltre, Mill ha sostenuto che un'opinione ha valore intrinseco solo per il proprietario di tale opinione, quindi mettere a tacere l'espressione di tale opinione è un'ingiustizia nei confronti di un diritto umano fondamentale. Si ritiene generalmente che per Mill l'unico caso in cui la parola può essere giustamente soppressa è quello di prevenire il danno derivante da una minaccia chiara e diretta. Né le implicazioni economiche o morali né il benessere di chi parla giustificherebbero la soppressione della parola. Tuttavia Mill in On Liberty suggerisce che il discorso degli magnaccia - che istigano i clienti e le prostitute a fare sesso - dovrebbe essere limitato. Ciò suggerisce che potrebbe essere disposto a limitare alcuni discorsi che, pur non danneggiando gli altri, minano la loro autonomia decisionale.
Nella sua biografia di Voltaire del 1906, Evelyn Beatrice Hall coniò la seguente frase per illustrare le convinzioni di Voltaire: "Disapprovo quello che dici, ma difenderò fino alla morte il tuo diritto di dirlo". La citazione di Hall è spesso citata per descrivere il principio della libertà di parola. Noam Chomsky affermò: "Se credi nella libertà di parola, credi nella libertà di parola per le opinioni che non ti piacciono. Dittatori come Stalin e Hitler, erano a favore della libertà di parola solo per le opinioni che gli piacevano. Se sei a favore della libertà di parola, significa che sei a favore della libertà di parola proprio per le opinioni che disprezzi". Lee Bollinger sostiene che "il principio della libertà di parola implica l'atto speciale di ritagliare un'area di interazione sociale per uno straordinario autocontrollo, il cui scopo è quello di sviluppare e dimostrare una capacità sociale di controllare i sentimenti evocati da una serie di incontri sociali”. Bollinger sostiene che la tolleranza è un valore desiderabile, se non essenziale. Tuttavia, i critici sostengono che la società dovrebbe preoccuparsi di coloro che negano o sostengono direttamente, ad esempio, il genocidio.
In qualità di presidente del PEN International con sede a Londra, un club che difende la libertà di espressione e la libertà di stampa, l'autore inglese H.G. Wells incontrò Stalin nel 1934 e sperava in una riforma nell'Unione Sovietica. Tuttavia, durante il loro incontro a Mosca, Wells ha detto, "la libera espressione di opinione, anche dell'opinione di opposizione, non so se sei già preparato per tanta libertà qui".
Durante il nazismo e il fascismo, in varie parti dell'Europa ci fu una grossa limitazione di libertà di espressione.
Il romanzo del 1928 L'amante di Lady Chatterley di DH Lawrence fu bandito per oscenità in diversi paesi, tra cui Regno Unito, Stati Uniti, Australia, Canada e India. Tra la fine degli anni '50 e l'inizio degli anni '60, fu oggetto di sentenze storiche che videro l'annullamento del divieto di oscenità. Dominic Sandbrook del The Telegraph nel Regno Unito ha scritto: "Ora che l'oscenità pubblica è diventata un luogo comune, è difficile riconquistare l'atmosfera di una società che ha ritenuto opportuno vietare libri come L'amante di Lady Chatterley perché probabilmente 'depravavano e corrompevano'" i suoi lettori". Fred Kaplan del New York Times ha affermato che l'abolizione delle leggi sull'oscenità "ha innescato un'esplosione di libertà di parola" negli Stati Uniti. Gli anni '60 videro anche il Free Speech Movement, una massiccia protesta studentesca di lunga durata sul campus dell'Università della California, Berkeley, durante l'anno accademico 1964-1965.
A differenza delle nazioni anglofone, la Francia era un paradiso per la libertà letteraria. L'innato rispetto francese per la mente fece sì che la Francia non fosse propensa a punire le figure letterarie per i loro scritti, e i procedimenti giudiziari erano rari. Sebbene fosse proibito ovunque, l'Ulisse di James Joyce fu pubblicato a Parigi nel 1922. Il romanzo di Henry Miller del 1934 Tropico del cancro (vietato negli Stati Uniti fino al 1963) e L'amante di Lady Chatterley di Lawrence furono pubblicati in Francia decenni prima. erano disponibili nei paesi d'origine dei rispettivi autori.
Nel 1964 il comico Lenny Bruce fu arrestato negli Stati Uniti a causa di nuove denunce per il suo uso di varie oscenità. Un collegio di tre giudici ha presieduto il suo processo di sei mesi ampiamente pubblicizzato. Fu dichiarato colpevole di oscenità nel novembre 1964. Fu condannato il 21 dicembre 1964 a quattro mesi di ricovero. È stato liberato su cauzione durante il processo di appello ed è morto prima che l'appello fosse deciso. Il 23 dicembre 2003, trentasette anni dopo la morte di Bruce, il governatore di New York George Pataki gli concesse la grazia postuma per la sua condanna per oscenità.

### Stati Uniti
Negli Stati Uniti, il diritto alla libertà di espressione è stato interpretato in modo da includere il diritto di scattare e pubblicare fotografie di estranei in aree pubbliche senza il loro permesso o la loro conoscenza.

### Cina
Sebbene la Costituzione del 1982 garantisca la libertà di parola, il governo cinese utilizza spesso le clausole di “sovversione del potere statale” e “protezione dei segreti di stato” nel proprio ordinamento per imprigionare coloro che criticano il governo. Un altro crimine utilizzato per incarcerare critici come Sun Dawu è quello di "litigare e provocare problemi".
Durante le Olimpiadi estive del 2008, il governo ha promesso di rilasciare permessi che autorizzassero le persone a protestare in "parchi della protesta" appositamente designati a Pechino. Tuttavia, la maggior parte delle richieste è stata ritirata, sospesa o limitata da un veto, e la polizia ha arrestato alcune delle persone che avevano presentato domanda.

### Russia
I diritti umani nell’Unione Sovietica erano fortemente limitati e la libertà di parola fu soppressa e il dissenso punito.
Oggi la Costituzione russa prevede la libertà di parola e di stampa; tuttavia, l'applicazione della legge da parte del governo, la regolamentazione burocratica e le indagini penali motivate politicamente hanno costretto la stampa a esercitare l'autocensura limitando la copertura di alcune questioni controverse, con conseguenti violazioni di tali diritti. Secondo Human Rights Watch, il governo russo esercita il controllo sulla società civile attraverso l'attuazione selettiva della legge, restrizioni e censure.

### Sud-america
In molti paesi dell’America Latina, i governi prendono spesso di mira i giornalisti investigativi per impedire l’accesso del popolo a notizie e informazioni e la libertà di parola è frequentemente limitata.

### Australia
La Costituzione australiana non protegge esplicitamente la libertà di espressione. Tuttavia, l’Alta Corte ha ritenuto che una libertà implicita di comunicazione politica esiste come parte indispensabile del sistema di governo.

### India
La Costituzione indiana prevede il diritto alla libertà, sancito dall'articolo 19 con l'obiettivo di garantire i diritti individuali considerati vitali dagli autori della costituzione. Il diritto alla libertà di cui all'articolo 19 garantisce la libertà di parola e di espressione, come una delle sue sei libertà.

### Canada
La libertà di espressione in Canada è protetta come "libertà fondamentale" dalla sezione 2 della Carta canadese dei diritti e delle libertà; tuttavia, in pratica la Carta consente al governo di imporre limiti "ragionevoli" alla censura della parola. Incitamento all'odio, oscenità e diffamazione sono categorie comuni di libertà di parola in Canada. Durante la crisi di ottobre del 1970, il War Measures Act fu utilizzato per limitare il discorso dell'opposizione politica militante.

## Reati

Una mappa delle nazioni che hanno leggi di lesa maestà a partire da settembre 2022

In alcuni paesi non è consentito parlare di argomenti come la lesa maestà, che costituisce un'offesa alla dignità di un sovrano regnante o ad uno Stato. Ciò costituisce un reato. Ad esempio lo scrittore saudita Raif Badawi è stato arrestato nel 2012 e frustato.
Il 4 marzo 2022, il presidente russo Vladimir Putin ha firmato un disegno di legge che introduce pene detentive fino a 15 anni per chi avesse diffuso "notizie false" sull'operazione militare russa in Ucraina. Nel dicembre 2022, più di 4.000 russi sono stati perseguiti in base a tali leggi. La Costituzione della Federazione Russa del 1993 vieta espressamente la censura all'articolo 29 del capitolo 2, Diritti e libertà dell'uomo e del cittadino.